# جاسبر وايت
جاسبر وايت (بالإنجليزية: Jasper White)‏ هو مصور بريطاني، ولد في 1973.